# Parede
Parede is een plaats en freguesia in de Portugese gemeente Cascais in het district Lissabon. Parede ligt tussen Carcavelos en Estoril. In 2001 was het inwonertal 19.830 op een oppervlakte van 3,56 km².